# 天秤宮
天秤宮（てんびんきゅう）は、黄道十二宮の7番目である。てんびん座。
獣帯の黄経180度から210度までの領域で、だいたい9月23日（秋分）から10月23日（霜降）の間まで太陽が留まる（厳密には、太陽通過時期はその年ごとに異なる）。
四大元素の空気に関係していて、双児宮・宝瓶宮と一緒に空気のサインに分類される。対極のサインは白羊宮である。

## 天秤宮のデータ
- アストロロジカルシンボル -
- ゾディアックシンボル - 天秤
- 標準的な期間 - 9月23日-10月23日、場合により、9月24日-10月24日
- 2区分 - 男性
- 3区分 - 活動
- 4区分 - 風
- 居住の座 - 金星
- 高揚の座 - 土星
- 障害の座 - 火星
- 転落の座 - 太陽

## 神話
ギリシア神話では、法の女神アストライアーの所有物で、正義や時を計る天秤だとされる。

## 符号位置
| 記号 | Unicode | JIS X 0213 | 文字参照         | 名称  |
| ---- | ------- | ---------- | ---------------- | ----- |
| ♎   | U+264E  |            | &#x264E; &#9806; | LIBRA |